# Joanna Drążkowska
Joanna Drążkowska (ur. 1987 w Lidzbarku Warmińskim) – polska astronomka.

## Życiorys
Wychowała się w Lidzbarku Warmińskim, do szkoły średniej uczęszczała w Olsztynie. Ukończyła studia magisterskie na Uniwersytecie Mikołaja Kopernika w Toruniu w 2011 roku. Doktoryzowała się na Uniwersytecie Ruprechta i Karola w Heidelbergu w 2014 roku na podstawie pracy „From Dust to Planetesimals”. Odbyła staże podoktorskie na Uniwersytecie w Zurychu oraz Uniwersytecie Ludwika i Maksymiliana w Monachium.

## Działalność naukowa i popularyzatorska
W swojej pracy naukowej analizuje formowanie się układów planetarnych, a w szczególności procesy ewolucji składowej stałej dysków protoplanetarnych, począwszy od koagulacji pyłu, poprzez tzw. niestabilność strumieniową, kolaps wskutek samograwitacji zgęstek ciał o rozmiarach centymetrowych, a skończywszy na formowaniu się planetozymali.
W latach 2013–2021 opublikowała 20 recenzowanych artykułów naukowych w czasopismach indeksowanych w Journal Citation Reports, w tym w Science.
Recenzowała artykuły w kilku czasopismach naukowych (m.in. „Nature Astronomy”, „The Astronomical Journal”, „Astronomy & Astrophysics”).
Współpracowała z czasopismem „Urania – Postępy Astronomii” i Centrum Nauki Kopernik w Warszawie.
Wraz z mężem prowadzi kanał EmigrandaTV na YouTube.

## Nagrody i wyróżnienia
- „Astronomy & Astrophysics Early Career Award” za artykuł pt. Close-in planetesimal formation by pile-up of drifting pebbles[10] opublikowany na łamach „Astronomy and Astrophysics” w 2016 r.[4]
- „Starting Grant” Europejskiej Rady ds. Badań Naukowych[11] w 2021 roku.
- „Nagroda Młodych”[2], którą Polskie Towarzystwo Astronomiczne przyznaje naukowcom w wieku do 35 lat za wybitny dorobek w dziedzinie astronomii[12] w 2021 roku.
- „Wysokie Obcasy” umieściły ją na liście „50 śmiałych 2021 roku”[13].